# Ambato / Chachoan
Ambato / Chachoan är en flygplats i Ecuador. Den ligger i den centrala delen av landet, 110 km söder om huvudstaden Quito. Ambato / Chachoan ligger 2 591 meter över havet.
Terrängen runt Ambato / Chachoan är kuperad åt sydost, men åt nordväst är den bergig. Runt Ambato / Chachoan är det tätbefolkat, med 659 invånare per kvadratkilometer. Närmaste större samhälle är Ambato, 6,2 km sydväst om Ambato / Chachoan. Runt Ambato / Chachoan är det i huvudsak tätbebyggt.